# Pangrapta indentalis
Pangrapta indentalis är en fjärilsart som beskrevs av John Henry Leech 1889. Pangrapta indentalis ingår i släktet Pangrapta och familjen nattflyn. Inga underarter finns listade i Catalogue of Life.